# Volo West Coast Airlines 720
Il volo West Coast Airlines 720 era un volo passeggeri nel nord-ovest degli Stati Uniti che collegava Klamath Falls a Seattle, stato di Washington, con scali intermedi a Medford, Eugene e Portland, Oregon. Il 10 marzo 1967 si schiantò poco dopo il decollo da Klamath Falls, uccidendo tutti e tre i membri dell'equipaggio e l'unico passeggero del volo.

## L'incidente
Il volo 720 della West Coast Airlines venne operato venerdì 10 marzo 1967 da un Fairchild F-27 registrato N2712 e costruito nel 1960. Quella mattina, l'aereo era parcheggiato nell'hangar della West Coast all'aeroporto di Klamath Falls per la manutenzione di routine. A causa delle condizioni nevose, invece di essere caricato al terminal, come da procedura standard, il Fokker prese a bordo i passeggeri e i membri dell'equipaggio nell'hangar. Entrambi i piloti eseguirono un controllo pre-volo dell'aereo e non segnalarono nulla di insolito.
Dopo che l'imbarco fu completato alle 4:46 pomeridiane, il velivolo rullò fuori dall'hangar mentre cadeva la neve, mista a pioggia. Durante la spinta, il mezzo da traino si bloccò nella neve. Il personale di terra impiegò 11 minuti per liberarlo, e durante questo lasso di tempo il Fokker rimase esposto alle avverse condizioni meteorologiche, e non si fece alcun tentativo di liberare le ali o le superfici di controllo dalla neve. Una volta tirato fuori dalla neve addensata, l'aereo rullò verso la pista 14 e ottenne l'autorizzazione al decollo alle 4:57 pomeridiane. L'altitudine dell'aeroporto è di circa 4.100 piedi (1.250 m) sopra il livello del mare.
L'aereo decollò alle 5:01 del mattino e alle 5:02:43 l'equipaggio contattò la torre per confermare che l'aereo fosse visibile sul radar. Questa fu l'ultima comunicazione da parte loro. Il controllore rispose ai piloti che erano effettivamente visibili sul radar, per poi vedere il punto sul suo schermo, rappresentante il volo 720 spostarsi a sinistra della linea centrale della pista e dirigersi verso il monte Stukel, alto 6.526 piedi (1.989 m), quattro miglia (6 km) a sud-est dell'aeroporto. Alle 5:02:49, il Fokker colpì il pendio nord-occidentale della montagna a un'altezza approssimativa di 5.050 piedi (1.540 m).

## La causa e l'indagine
Alle 5:09 del mattino, alla torre arrivò un rapporto secondo cui un aereo si era schiantato sul monte Stukel. Le tracce della pista furono osservate sotto una forte nevicata, e il velivolo aveva sterzato a sinistra sulla pista prima di decollare. Al decollo, il carrello di atterraggio sinistro era a 12 piedi (3,7 m) dalla pista.
Diversi testimoni nelle vicinanze videro l'aereo volare basso, e poco dopo videro o sentirono una grande esplosione. Tutti dissero che al momento dell'incidente nevicava.
L'aereo era dotato di un registratore di dati di volo (FDR). Sebbene l'FDR fosse danneggiato nell'incidente, il suo supporto di registrazione era ancora leggibile. In esso era registrato che il volo 720 era salito per circa un minuto dopo il decollo. Durante il volo è stato registrato che continuato a virare a sinistra della rotta assegnata. Poco prima dell'impatto, l'aereo iniziò a virare bruscamente a sinistra, verso la montagna, su una rotta di 042 gradi.
Il Fokker era equipaggiato anche con un registratore di suoni (CVR). Sebbene il dispositivo fosse danneggiato, la registrazione era intatta. I piloti segnalarono una perdita di controllo prima dell'impatto, riferendo di non riuscire a vedere la montagna. Si udì un'imprecazione appena prima dello schianto.
Il velivolo è stato visto accumulare ghiaccio e neve sulle sue superfici di controllo prima del decollo e quando è stato spostato fuori dall'hangar. Gli investigatori conclusero che la causa dell'incidente era da ricercarsi nella mancata rimozione del ghiaccio da parte dell'equipaggio. Dato il breve programma di turn-around dell'equipaggio, la stanchezza è stata suggerita come fattore contribuente.